# Baia di Bristol

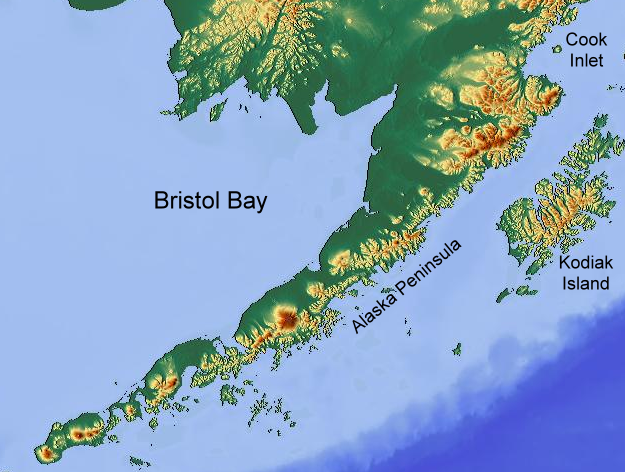
Localizzazione della baia di Bristol

La baia di Bristol (Bristol Bay in inglese, lilgayaq in lungua yupik) è una grande baia sulla costa occidentale dell'Alaska aperta sul mare di Bering. È chiusa a sud e ad est dalla penisola di Alaska e a nord della parte continentale dell'Alaska. La baia ha una lunghezza di 400 km e una larghezza di 290 km, ed è la più orientale estensione del mare di Bering. Le sue acque sono poco profonde, il che rende difficile la navigazione per le navi di grande stazza.